# Beatriz Gomes
Beatriz Branquinho Gomes (Coïmbra, 31 de desembre de 1979) és una esportista portuguesa que va competir en piragüisme en les modalitats d'aigües tranquil·les i marató, guanyadora d'una medalla de bronze en el Campionat Mundial de Piragüisme de 2009, en la prova de K4 200 m, i una medalla de bronze en el Campionat Europeu de Piragüisme de 2012, en la prova de K2 200 m.
En la modalitat de marató, va obtenir quatre medalles en el Campionat Mundial entre els anys 2004 i 2009, i una medalla en el Campionat Europeu de 2005.

## Palmarès internacional

### Piragüisme en aigües tranquil·les
| Campionat Mundial | Campionat Mundial   | Campionat Mundial | Campionat Mundial |
| Any               | Lloc                | Medalla           | Competició        |
| ----------------- | ------------------- | ----------------- | ----------------- |
| 2009              | Dartmouth ( Canadà) | 3                 | K4 200 m          |
| Campionat Europeu |                     |                   |                   |
| Any               | Lloc                | Medalla           | Competició        |
| 2012              | Zagreb ( Croàcia)   | 3                 | K2 200 m          |

### Piragüisme en marató
| Campionat Mundial | Campionat Mundial          | Campionat Mundial | Campionat Mundial |
| Any               | Lloc                       | Medalla           | Competició        |
| ----------------- | -------------------------- | ----------------- | ----------------- |
| 2004              | Bergen ( Noruega)          | 2                 | K1                |
| 2006              | Trémolat ( França)         | 3                 | K1                |
| 2009              | Vila Nova de Gaia ( Perú)  | 1                 | K1                |
| 2009              | Vila Nova de Gaia ( Perú)  | 3                 | K2                |
| Campionat Europeu |                            |                   |                   |
| Any               | Lloc                       | Medalla           | Competició        |
| 2005              | Týn nad Vltavou ( Txèquia) | 2                 | K1                |